# Salah Mohammed Al-Tubaigy
Salah Mohammed Abdah Tubaigy (arabe : صلاح الطبيقي), né le 20 août 1971 à Jizan (Arabie Saoudite), est un médecin légiste saoudien, chef du Saudi Scientific Council of Forensics (Conseil scientifique saoudien de science forensique) et colonel des forces armées d'Arabie saoudite.

## Biographie
Salah Mohammed Al-Tubaigy est un professeur de médecine légale à l'université arabe Naif de Riyad. Il pourrait également avoir des liens professionnels avec l'université de New Haven aux États-Unis, avec laquelle le prince d'Arabie saoudite a d'excellente relations,.
Il a un rôle très important au sein des services de sécurité de l'Arabie saoudite et de sa communauté scientifique.
Il est particulièrement réputé pour l'invention d'un kit de médecine légale facilement déployable et qui permet de découper des êtres humains. Il a enseigné la dissection humaine et publié plusieurs ouvrages sur la dissection de corps humains,,.
En octobre 2018, Al Jazeera a affirmé que le Dr Tubaigy était impliqué dans l'assassinat de Jamal Khashoggi.
Une source affirme que Tubaigy « commença à découper Kashoggi sur une table alors qu'il était encore en vie. Alors qu'il commençait à le démembrer, Tubaigy se mit des écouteurs dans les oreilles et qu'il conseilla aux autres personnes présentes de faire de même »,. 
Un officiel a précisé au New York Times qu'il s'est agit d'une exécution rapide et que la découpe du corps le fut également. La découpe fut réalisée avec une scie à os apportée spécialement pour l'occasion, démontrant l'intention. « C'est comme dans Pulp Fiction » rajouta l'officiel.
Salah Mohammed Al-Tubaigy fait partie du comité éditorial du King Fahd Security College. Fin octobre 2018, son nom a été retiré de la publication de son site Internet.
Il est condamné à mort en décembre 2019 en Arabie Saoudite, pour le meurtre de Jamal Khashoggi,. 
Il a ensuite été gracié par les enfants de Khashoggi le 20 mai 2020.